# Retfærdighedens Cirkel
 Der er for få eller ingen kildehenvisninger i denne artikel, hvilket er et problem. Du kan hjælpe ved at angive troværdige kilder til de påstande, som fremføres i artiklen.

Retfærdighedens cirkel blev brugt under Osmanniske Riges tider. Bønderne afhang af sultanens beskyttelse, som han fik gennemført ved hjælp af den mægtige hær. Hæren fik rigdomme fra bønderne. Og dertil kom at sultanen ingen magt havde uden hæren. Osmannerne opstillede Retfærdighedens Cirkel som forklaring på det osmanniske system.
| Historie | Spire Denne historieartikel er en spire som bør udbygges. Du er velkommen til at hjælpe Wikipedia ved at udvide den. |